# 8860 Rohloff
8860 Rohloff (1991 TE5) là một tiểu hành tinh vành đai chính được phát hiện ngày 5 tháng 10 năm 1991 bởi L. D. Schmadel và F. Borngen ở Tautenburg.